# William James Bordelon
William James Bordelon, ameriški podčastnik, * 1920, † 20. november 1943, Tarawa.
Bordelon je padel v boju med bitko za Tarawo. Za svoj pogum med služenjem v 18. polku je bil odlikovan z medaljo časti in po njem so poimenovali rušilec USS Bordelon (DD-881).
1. 1 2  Find a Grave — 1996.